# 섶다리
섶다리는 1428년(세종 10) 경상북도 청송군 청송읍 덕리의 보광산에 위치한  청송심씨 시조묘에 사계절(四季節) 전사일(奠祀日)에 용전천 강물이 불으면 유사(有司) 관원(官員)과 자손들이 건너지 못할까 걱정해 섶나무(잎나무와 풋나무 등)를 엮어 만들었다는 전설이 시초가 되었다.한때 역사 속으로 사라졌으나 1996년 10월 당시 청송군수인 안의종(당시 62세)이 옛 정취를 느낄 수 있도록 만들면서 우리 곁에 다시 다가왔다.2009년 10월 15일에도 섶다리는 설치되었다.길이 80m,폭 120cm였다. 그러나 현재는 2010년 우수기로 인해 철거되었다.